# Sint Eustatius damlandslag i volleyboll
Sint Eustatius damlandslag i volleyboll representerar Sint Eustatius i volleyboll på damsidan. Laget har kvalspelat till VM, men utan att lyckas kvalificera sig för turneringen.

### Fotnoter
1. ↑  ”Calendar 2014 World Championship Qualification” (på engelska). North, Central America and Caribbean Volleyball Confederation. https://norceca.net/2012%20Events/2014/Calendar%202014%20World%20Championship%20Qualification.htm. Läst 11 april 2024.
2. ↑  ”Group-C - French St. Martin” (på engelska). North, Central America and Caribbean Volleyball Confederation. https://norceca.net/2016%20Events/2018%20FIVB%20WC/Tournaments/ECVA/Women/WWCQT-Group-C-FSM/Group-C%20-%20French%20St.%20Martin.htm. Läst 11 april 2024.
3. ↑  ”Bulletin” (på engelska). North, Central America and Caribbean Volleyball Confederation. https://norceca.info/wp-content/uploads/2022/10/22ECVA-W-Bulletin-6.pdf. Läst 9 november 2024.
4. ↑  Senaste tillfället då någon kontrollerade att de inmatade tabelluppgifterna stämmer. Uppgifter kan ha matats in senare utan att kontrolleras av någon annan